# Mimectatina singularis
Mimectatina singularis är en skalbaggsart som beskrevs av Aurivillius 1927. Mimectatina singularis ingår i släktet Mimectatina och familjen långhorningar.
Artens utbredningsområde är Filippinerna. Inga underarter finns listade i Catalogue of Life.